# شريستي يوسف
شريستي يوسف (بالسويدية: Christer Youssef)‏ (1 ديسمبر 1987 بستوكهولم في السويد - ) هو لاعب كرة قدم سويدي من أصل آشوري، في مركز الوسط. شارك مع منتخب السويد تحت 21 سنة لكرة القدم. أما مع النوادي، فقد لعب مع أريس ليماسول ونادي آسيريسكا ونادي برومابويكارنا ونادي يورغوردينس وهانزا روستوك.

## روابط خارجية
- شريستي يوسف على موقع اتحاد السويد (السويدية)
- شريستي يوسف على موقع قاعدة بيانات كرة القدم.إي يو (الإنجليزية)
- شريستي يوسف على موقع Soccerway.com (الإنجليزية)
- شريستي يوسف على موقع عالم كرة القدم.نت (الإنجليزية)